# Jiří Suchomel
Jiří Suchomel (* 14. září 1944 Kladno) je český architekt, vysokoškolský profesor, jeden ze zakladatelů Fakulty architektury Technické univerzity v Liberci a její první děkan v letech 1994–2000.

## Životopis

### Mládí a studia
Jiří Suchomel se narodil 14. září 1944 v Kladně do rodiny Jaroslava a Anežky Suchomelových. Otec byl úředník a matka jako nedostudovaná lékařka (její studium přerušilo zavření vysokých škol v roce 1939) pracovala v kladenské nemocnici. Oba rodiče vstoupili v roce 1945 do KSČ. Jiří Suchomel absolvoval jedenáctiletou střední školu v Kladně a odmaturoval v roce 1961 a poté vystudoval Fakultu stavební ČVUT v Praze. V roce 1965 praktikoval u Landbauamtu v Donauwörthu, v roce 1966 pracoval v ateliéru George, Trew a Dunn v Londýně a v roce 1969 také u architekta Gottfrieda Böhma v Cáchách. Také tam jej zastihl vstup vojsk Varšavské smlouvy do Československa.

### Normalizace
V témže roce se stal členem SIALu. „Už když jsem se z toho Německa vracel, tak jsem věděl, že pojedu do Liberce ke Karlu Hubáčkovi, protože Ještěd na tom kopci zářil jako maják do tmy po celé Evropě. My jako mladí architekti jsme se k němu slétávali jako můry na lampu,“ uvedl Suchomel.
V roce 1971 absolvoval Akademii výtvarných umění v Praze, obor architektura, školu prof. Cubra. V letech 1969 až 1999 pracoval v kanceláři SIAL v Liberci, v roce 1985 nahrazuje Karla Hubáčka ve pozici ředitele, přičemž tuto funkci vykonával až do roku 1994. Podle svých slov během komunistické totality nikdy nevolil, vždy si pouze vyzvedl voličský průkaz a ten hodil do kanálu.

### Po sametové revoluci
Po sametové revoluci začal přednášet na zahraničních univerzitách, například v Kanadě či USA. V roce 1991 přednášel na College of Architecture and Urban Planning na univerzitě v Michiganu. Současně také v letech 1992 až 1994 pořádal Letní školy architektury v Liberci. 
V roce 1993 se habilitoval na Fakultě architektury ČVUT v Praze. Následujícího roku byl hostujícím profesorem na fakultě architektury Technické univerzity v Mnichově. V roce 1994 byl zakládajícím členem a prvním děkanem Fakulty architektury Technické univerzity v Liberci. V roce 2000 byl jmenován profesorem na VŠUP v Praze. Do roku 2011 pak vedl i katedru architektury na FA TUL a do roku 2018 architektonický ateliér. V roce 2001 založil fakultní architektonickou kancelář AR-TUL, kterou vedl do roku 2019.

## Projekty a realizace
- 1974: studie řešení centrální zóny v Peci pod Sněžkou (spolu s E. Přikrylem)
- 1974–1983: budova Oblastního závodu České státní pojišťovny v Liberci (s K. Novotným a dalšími)
- 1975–1990: kulturní dům v České Lípě (s J. Francem, K. Novotným a dalšími)
- 1978–1980: projekt Slunečního domku pro Astronomický ústav ČSAV v Ondřejově (s K. Novotným, O. Valouchem J. Žemličkou a J. Peterkou)
- 1980: soutěžní návrh „Tegeler Hafen“ pro IBA Berlin, 2. cena (s J. Eislerem, E. Přikrylem, M. Rajnišem a D. Vokáčem)
- 1986–1989: studie nové lanovky a České boudy na Sněžce (spolu s K. Novotným, J. Syrovátkem, J. Štempelem)
- 1996–1997: budova víceúčelového domu na tř. 1. máje („PALÁC CENTRUM“) v Liberci (s M. Šamlem a J. Francem)
- 1996–1998: Palác Syner v Liberci (J. Suchomel, M. Šaml, J. Syrovátko, s J. Francem, V. Schneiderem a dalšími)
- 1999: soutěžní návrh na altán do Stromovky v Praze (s K. Tomanovou)
- 2001: Český dům pro Evropskou vesnici, mezinárodní stavební výstava Bo01 v Malmö (s J. Pelcem a S. Staňkem)
- 2001–2007: budova Informačního centra Technické univerzity v Liberci (s V. Baldou, J. Stránským, S. Staňkem a dalšími)
- 2004: soutěžní návrh komplexu „Hellenikon Park“ v Athénách (s V. Šrutem, M. Procházkovou a V. Baldou)

## Ocenění
- 2019 – Pocta hejtmana Libereckého kraje za celoživotní přínos v oblasti architektury[5]
- 2017 – Pocta České komory architektů
- 1998 – Čestné uznání v soutěži Grand Prix Obce architektů, kategorie rekonstrukce